# San Giuseppe falegname (Georges de La Tour)
San Giuseppe falegname  o San Giuseppe carpentiere è un dipinto del pittore francese Georges de La Tour realizzato intorno al 1642 e conservato al Museo del Louvre a Parigi in Francia. Il dipinto fu donato nel 1948 da Percy Moore Turner per il Museo del Louvre.

## Descrizione e stile
Il dipinto ha per soggetto San Giuseppe mentre sta lavorando vicino a Gesù bambino, il quale accende una candela. San Giuseppe è un falegname che lavora il legno ed è patrono di questa corporazione. La trave che San Giuseppe sta segando è interpretata come una prefigurazione del legno della croce su cui Gesù morirà.
Questo dipinto mostra l'interesse di Georges de La Tour nelle varie fonti di luce. È un'opera di maturità del pittore, completamente tenebrista. La fonte della luce artificiale è esplicita, come nel caso della scuola di Utrecht e in particolare di Gerard van Honthorst: una candela. La fonte di luce forma bruscamente le figure, mentre il resto si immerge nell'oscurità. Interessanti ombre vengono create sulla parete di fondo, così come sul vestito del bambino e sul pavimento, quest'ultimo prodotto dal suo sandalo. Il bambino tiene la candela con una mano, mentre ne mette un'altra davanti. Con grande maestria vengono rappresentate le ombre della mano destra di Gesù, così come il modo in cui la luce colpisce la mano sinistra, rendendo le dita trasparenti fra loro.
Il dipinto è quasi monocromatico. La faccia di San Giuseppe è pitturata con tracce di vernice che evidenziano le rughe. Una spessa macchia di vernice riesce a rappresentare la barba.
Un'altra opera di La Tour simile per tema e stile è l'Apparizione dell'Angelo a San Giuseppe (1640, Museo delle Belle Arti, Nantes).

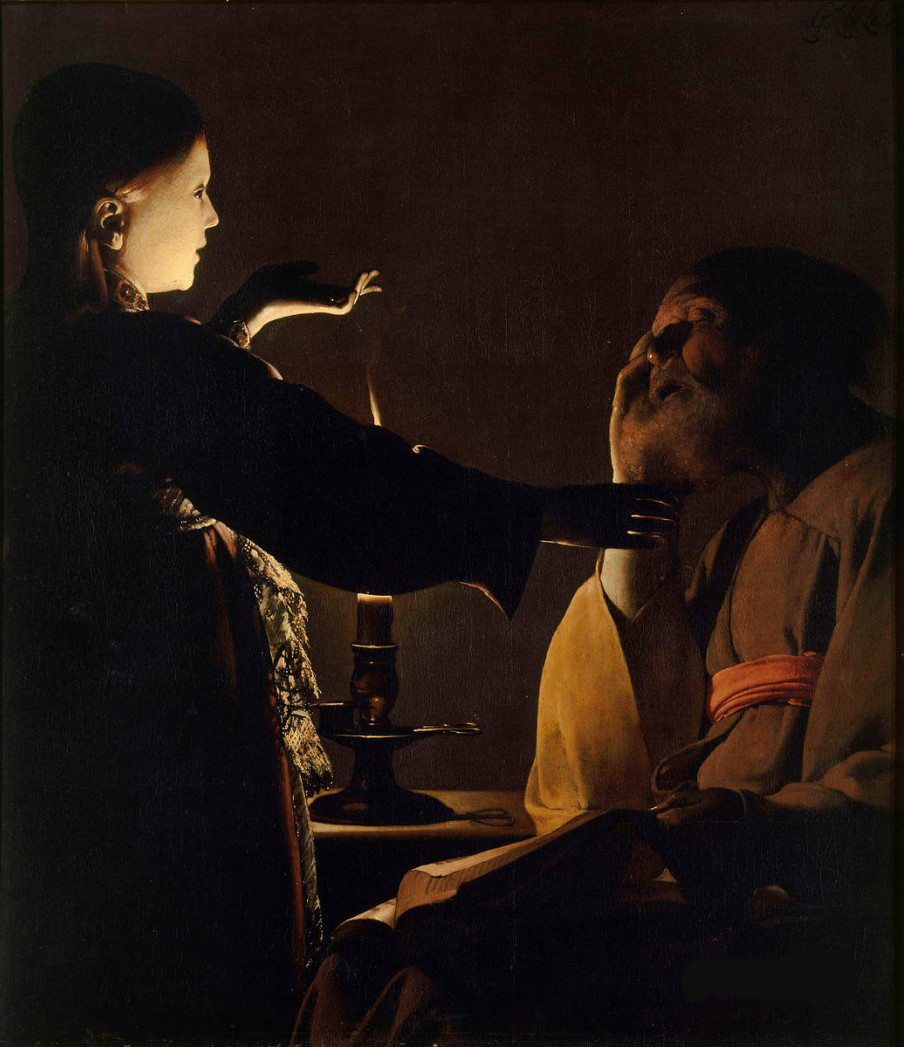